# Glenea jeanvoinei
Glenea jeanvoinei är en skalbaggsart som beskrevs av Maurice Pic 1927. Glenea jeanvoinei ingår i släktet Glenea och familjen långhorningar. Inga underarter finns listade i Catalogue of Life.